# Anomala cpustulata
Anomala cpustulata är en skalbaggsart som beskrevs av Matsumura 1940. Anomala cpustulata ingår i släktet Anomala och familjen Rutelidae. Inga underarter finns listade i Catalogue of Life.